# Ateuchus contractus
Ateuchus contractus е вид твърдокрило насекомо от семейство Листороги бръмбари (Scarabaeidae).

## Разпространение
Видът е разпространен в Парагвай.